# Dorothy Head Knode
Dorothy Head Knode (Richmond, 4 luglio 1925 – Novato, 25 ottobre 2015) è stata una tennista statunitense.

## Biografia
Nata il 4 o il 3 luglio del 1925, vinse il SAP Open nel 1951, battendo Anita Kanter per 4-6, 13-11, 6-0, lo stesso anno vinse anche il doppio esibendosi con Janet Hopps contro Patricia Ward Hales e Helen Fletcher, nel 1959 vinse il torneo di singolare sconfiggendo Ann Haydon Jones per 7-5, 6-4
Giunse per due volte alla finale agli Open di Francia: nel 1955 perse contro Angela Mortimer e nel 1957 contro Shirley Bloomer in due set, 6-1, 6-3. In altri tornei importanti si fermò alle semifinali per un totale di sei volte. Per quanto riguarda il ranking rientrò fra le prime dieci nel 1952, 1953, 1955, 1957 e 1958 giungendo al quinto posto nel 1955 e nel 1957.